# یوریس شیتس
یوریس شیتس (لتونیایی: Juris Šics؛ زادهٔ ۲۶ آوریل ۱۹۸۳) لژسوار اهل لتونی است.
او در مسابقات کشوری و بین‌المللی در مجموع برندهٔ ۲ مدال طلا، ۶ مدال نقره و ۱۴ مدال برنز شده‌است.